# Massacres de Machecoul
Les massacres de Machecoul sont l'un des premiers événements de la guerre de Vendée. Ils se déroulent en mars et avril 1793, à Machecoul, petit chef-lieu de district de Loire-Inférieure, centre d'un commerce de grains prospère. La ville compte alors de nombreux bourgeois, administrateurs et marchands, qui sont les principales victimes des massacres perpétrés par les Vendéens.
Les premières tueries débutent le 11 mars 1793, lorsque plusieurs milliers de paysans insurgés du Pays de Retz prennent la ville d'assaut. Les 250 gardes nationaux locaux sont mis en déroute, 15 à 25 patriotes sont tués et plusieurs autres faits prisonniers. Maîtres de la ville, les insurgés mettent en place un comité royaliste dirigé par René Souchu afin d'administrer la ville.
Le 23 mars, l'armée insurgée du Pays de Retz subit cependant une lourde défaite à la première bataille de Pornic, où 200 à 500 insurgés sont tués au combat ou exécutés sommairement par les républicains. En représailles, le comité de Machecoul ordonne le 27 mars l'exécution des prisonniers patriotes. Pendant plusieurs jours, 160 à 200 hommes sont fusillés ou tués à coups de piques dans les douves du château. Les exécutions s'achèvent le 15 ou le 22 avril 1793, date de la reprise de la ville par les troupes républicaines du général Beysser. 

## Contexte
En mars 1793, l'Ouest de la France est touché par de nombreuses insurrections contre la levée en masse. Dans le Pays de Retz, au sud du département de la Loire-Inférieure, le bourg de Saint-Philbert-de-Grand-Lieu tombe aux mains des insurgés le 10 mars. Ces derniers prennent pour chef un noble, Jean-Baptiste de Couëtus, ancien capitaine au 60e régiment d'infanterie. Le lendemain, ils marchent sur la ville de Machecoul, située à une dizaine de kilomètres au sud-ouest de Saint-Philbert-de-Grand-Lieu.
Dès le 10 mars, le directoire du district de Machecoul est informé des menaces pesant sur la ville. Celle-ci ne dispose pour sa défense que de 250 gardes nationaux et d'une brigade de gendarmerie. Deux émissaires nommés Besseau et Guérin sont envoyés à Bourgneuf-en-Retz pour demander des renforts, mais ils trouvent la route barrée au bourg de Fresnay-en-Retz.

## Déroulement

### Prise de Machecoul par les insurgés

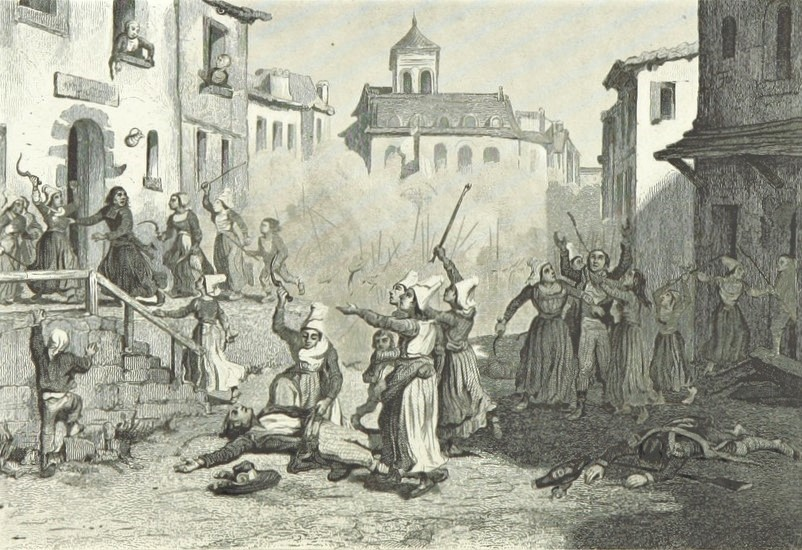
Soulèvement de Machecoul, gravure d'Adolphe Pierre Leleux, 1845.

Le 11 mars 1793 vers huit heures du matin, Machecoul fut assaillie par une foule qui arrivait par toutes les issues de la ville. Cinq à six mille paysans, hommes, femmes et enfants, armés de fusils, de fourches, de couteaux de pressoir et de piques, venus des campagnes environnantes, venaient exiger l'arrêt de la campagne de recrutement de 300 000 hommes. D'après Boullemer, membre du district de Machecoul, qui fut le seul témoin direct et en laissa un récit imprimé en novembre 1793 à mille exemplaires par le représentant en mission Garnier de Saintes pour être envoyé à la Convention, au Conseil exécutif et à tous les départements, il servit également de base au rapport que François-Toussaint Villers présenta à la Convention, « on vit arriver par toutes les issues de la ville, cinq à six mille paysans, femmes et enfants, armés de fusils, de fourches, de couteaux, de pressoir et de piques. Ils criaient, en courant les rues : la paix ! la paix! » D'après Claude Petitfrère, le petit peuple du faubourg Sainte-Croix se joignit aux assaillants, afin d'assouvir sa rancune à l'encontre des « Messieurs ». Une centaine de gardes nationaux et les gendarmes se portèrent à leur rencontre. L'ancien constituant Louis-Charles-César Maupassant, membre du directoire de département, tenta de haranguer les révoltés, mais il ne put se faire entendre ; devant la foule menaçante, les républicains se dispersèrent, hormis un petit groupe. D'après Louis Mortimer-Ternaux, il ne restait plus que trois officiers et cinq ou six gendarmes avec lui. À ce moment, toujours selon lui, quelques gardes nationaux qui s'étaient jetés dans une ruelle, pour s'échapper, furent repoussés à coups de fusil par des paysans placés en embuscade et vinrent tomber aux pieds de Maupassant. La foule le jeta alors à bas de son cheval et le perça d'un coup de pique, avant de tuer le lieutenant de gendarmerie Simonis et le commandant de la garde nationale Pierre-Claude Fleury, ancien membre du district en 1791. « La compagnie Ferré, selon Boullemer, au nombre de trente hommes, s'était portée dans une ruelle, où elle voulut se faire jour au milieu de cinq cents brigands ; elle fit feu. Le lieutenant Ferré y fut tué, et trois autres gardes nationaux. »
La garde nationale ayant été mise en déroute, les révoltés, parmi lesquels de nombreuses femmes, s'emparèrent de ceux qu'ils qualifiaient de « patriotes », étant considérés alors comme des « Bleus » ceux qui prenaient des responsabilités administratives, politiques, judiciaires ou cléricales, ceux qui participaient aux assemblées électorales, pour les mener en prison dans le vieux château et dans le couvent des Calvairiennes et massacrèrent les « habits bleus » et certains habitants notables. D'après le témoignage de Boullemer, 26 patriotes furent ainsi tués le premier jour, 18 le lendemain. Alfred Lallié, de son côté, n'en admet que 22. Parmi les victimes, figuraient le curé constitutionnel Pierre Letort, le juge de paix Pagnot et le principal du collège Étienne Gaschignard.
La maison commune fut pillée, les archives du district incendiées, les maisons des patriotes visitées, leurs caves et leurs armoires vidées. Les jours suivants, on fit la chasse aux patriotes des autres localités. Boullemer, qui, selon son témoignage, était resté 42 jours caché dans le grenier de la veuve du greffier du tribunal (l'une des victimes des massacres) jusqu'à la reprise du bourg par les troupes républicaines, avant de partir vers Nantes, Angers puis Le Mans, a décrit ainsi les massacres, qui commencèrent le 11 mars et durèrent pendant le mois d'avril :

« Le curé constitutionnel Letort fut assommé à coups de fourche et de baïonnette dans la tête, et pour comble d'horreur, une femme lui ôta sa qualité d'homme.
Le citoyen Pinet fut arrêté avec son fils, âgé de dix-sept ans : Renonce à la nation, crie vive le Roi, mets-toi de notre côté, lui disent les Brigands, nous ne te ferons point de mal. — Non, je mourrai fidèle à ma patrie : vive la nation ! Ils l'assommèrent. Les scélérats se retournent vers son fils : Tu vois le sort de ton père, sois des nôtres, crie vive le Roi, vivent les Aristocrates, et nous ne te ferons point de mal. — Je ne quitterai pas mon père ; il est mort fidèle à sa patrie, je veux mourir de même : vive la nation ! Et on l'assomme.
La citoyenne Saurin, dont on venait d'assassiner le mari, le frère et un de ses ouvriers, fut forcée par les barbares de prendre un bras de la civière sur laquelle était son mari, pour le porter en terre. [...]
Le 12, ils furent chez la citoyenne Gachinard lui demander son père mort ou vif, en la menaçant de la couper par morceaux si elle ne le leur livrait pas : — Eh ! vous venez de le tuer, leur dit cette malheureuse fille. — Eh bien, viens le reconnaître. L'infortunée fut contrainte d'aller, en enjambant sur les cadavres, leur montrer celui de son père. [...]
Le jour de Pâques, les Brigands massacrèrent le matin vingt-quatre prisonniers, et le soir après vêpres, cinquante-six. Aussi, en soupant, disaient-ils : Nous nous sommes décarêmés. »

D'après Boullemer et le rapport des commissaires de la Convention, 44 personnes sont tuées les 11 et 12 mars,. Pour l'historien Alain Gérard, quatre garde nationaux sont tués les armes à la main et 15 à 25 patriotes sont massacrés par la foule pendant ces deux journées. Jean-Clément Martin estime quant à lui entre 15 et 26 le nombre des tués lors du premier jour.

### Exécutions ordonnées par le Comité royaliste de Machecoul

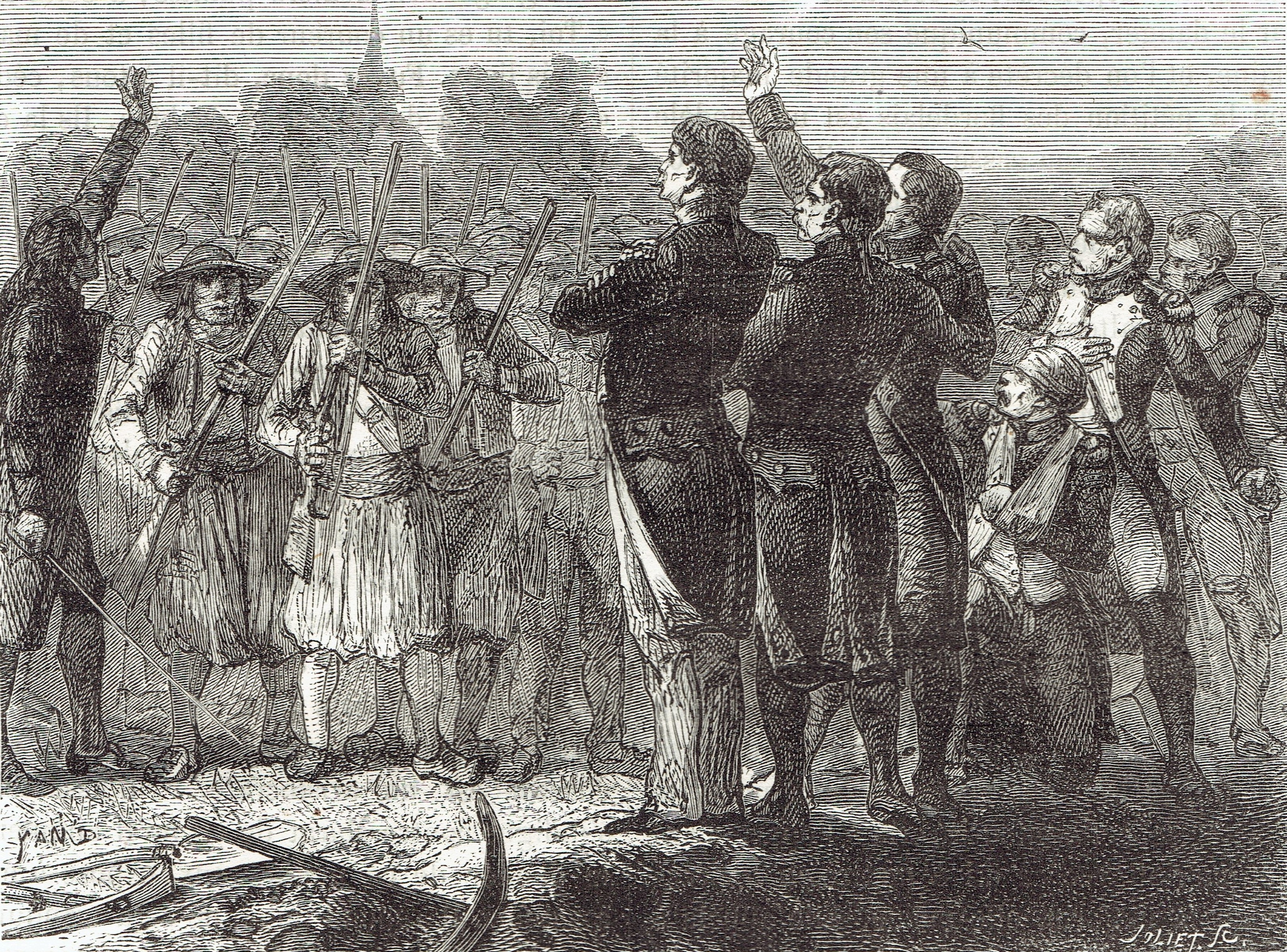
Républicains fusillés par les insurgés, illustration de Yan' Dargent, 1866.

Boullemer, dans son récit, affirme qu'il ne se passa pas quatre jours sans tueries,. Cette affirmation est cependant contestée par Alain Gérard, pour qui il n'y a qu'un à quatre assassinats entre le 12 et le 27 mars. Pour Jean-Clément Martin, les exécutions ont lieu les 27, 28, 29 et 31 mars, puis les 3, 4, 12 et 15 avril et peut-être encore le 22.
Le 23 mars, les insurgés de Machecoul s'emparent de la ville de Pornic, mais en sont chassés par une contre-attaque des républicains. Entre 200 et 500 insurgés sont tués, dont certains sont exécutés sommairement,,. En représailles, un comité présidé par Souchu commence à juger et à faire exécuter les prisonniers patriotes,.
Selon le témoignage de survivants, Jacques Marchesse, prêtre constitutionnel de Bourgneuf, fit partie, avec Pierre-Étienne Baré, notaire et ancien maire, des victimes du 3 avril, évaluées à 58 par Alfred Lallié,, à 98 par d'autres auteurs.
Compagnon de Charette, Pierre-Suzanne Lucas de La Championnière, a ainsi décrit les massacres :

« On établit à Machecoul une espèce d'administration sous le nom de Comité (...). C'est devant ce tribunal qu'on conduisait les patriotes : Souchu président les condamnait à mort sans les entendre ; il y eut à ce sujet de grands débats entre les gens plus humains et le président du comité aidé de sa cohorte. La plupart ne désiraient pas la mort des prisonniers ; on voulait seulement les mettre en lieu de sûreté pour les empêcher de correspondre avec l'ennemi ; les égorgeurs furent les plus forts. Cependant quelques paroisses parvinrent à ravoir leurs patriotes ; plusieurs, par suite, furent remis en liberté et se sauvèrent à Nantes ; mais les malheureux retenus à Machecoul y furent horriblement massacrés. On les attachait tous ensemble par les bras : cette chaîne qu'on appelait le chapelet, était conduite sur le bord d'une douve, dans la cour du château ; après quelques coups de fusil qui ne blessaient qu'un petit nombre, les autres entraînés par leur chute étaient percés à coups de piques et souvent à demi-morts précipités dans la douve. »

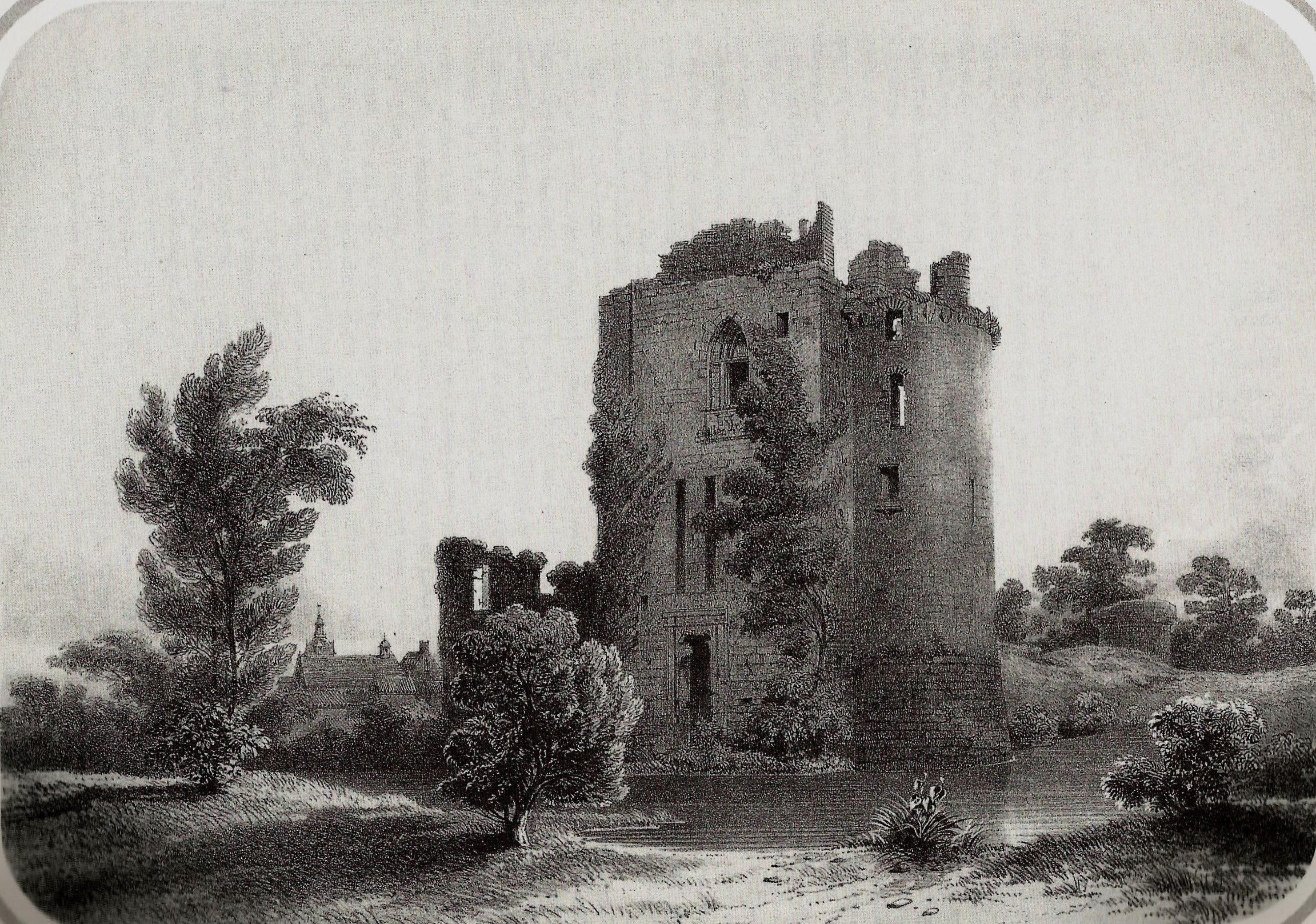
Vue de Machecoul, dessin de Thomas Drake et lithographie d'Henri Daniaud, 1856.

Souchu, né en Touraine, fut procureur fiscal de l'oncle de Charette jusqu'en 1787 puis receveur des gabelles, avant de prêter serment comme avoué le 10 mars 1791 et de devenir chef de bureau dans l'administration du district du 2 mars 1791 aux premiers mois de 1792,. Peut-être présent, Charette, dont l'autorité n'était pas encore assise à cette date, ne semble avoir rien tenté pour arrêter les massacres. Il est à noter que lors de son procès après sa capture, rien ne lui sera reproché à ce sujet.
Ceux-ci durèrent environ un mois, jusqu'au 22 avril, jour de l'entrée dans Machecoul, désertée par les insurgés, de 3 000 soldats commandés par Beysser. À cette date, il restait une vingtaine de survivants parmi les prisonniers des insurgés. Surpris par une patrouille républicaine au moment où il escaladait un mur et capturé, Souchu fut aussitôt décapité avec la hache d'un sapeur et sur l'affût d'un canon. Le même jour, le colonel Jean-Conrad Wieland s'installa dans le bourg avec un bataillon de grenadiers nantais et quelques détachements précédemment établis à Sallertaine et La Garnache.

Dans son rapport, Wieland écrivait : 

« On compte qu'ils ont égorgé plus de quatre cent patriotes de Machecoul et des environs. Nos gardes nationaux ont été contempler avec horreur une fosse où, le matin même, on venait de joindre neuf victimes qui y étaient entassées. Quelques cadavres n'étaient pas entièrement couverts, ce qui fit naître l'idée de les exhumer. On trouva sur eux des marques de vengeance la plus cruelle et la plus féroce ; des femmes s'étaient permis d'y commettre des indécences que l'on ne peut exprimer. On les garrottait ensemble et on les fusillait. Ensuite, détachant leurs liens, on promettait la vie à ceux qui pouvaient se relever, mais bientôt ceux qui faisaient des efforts pour se séparer des tas de morts et des mourants furent achevés à coups de pique et de crosse de fusil parmi les cris des cannibales et des anthropophages qui se repaissaient de leurs douleurs et de leur sang. »

Retombé en juin entre les mains des insurgés, emmenés par François-Athanase de Charette de La Contrie (la bataille de Machecoul de juin 1793), le bourg fut définitivement repris par Beysser le 12 septembre.

## Bilan humain
Les bilans donnés par les républicains font état de plusieurs centaines de morts. Ancien procureur syndic du district de Montaigu, le représentant en mission Goupilleau signale 575 victimes,, tandis que Boullemer évoque 552 morts,,. Le général Beysser parle de 600 morts, le chef de bataillon Wieland de 400,, le grenadier Louis Marchais de 660 et le gendarme Chantrel de 550. Un clerc, nommé Béziau, monte jusqu'à 800, nombre également donné par Carrier en 1794, et par l'adjudant-général Jean Hector Legros en 1795. Le 5 mai 1793, des députés nantais à la Convention avancent le nombre de 550. Devant la Convention, les députés François-Toussaint Villers et Joseph Fouché reprennent quant à eux le bilan de Boullemer, mais le réduisent à 542. En 1823, Charles-Joseph Auvynet, ancien secrétaire de Charette, fait quant à lui état de 600 morts,.
Le bilan est cependant revu à la baisse par les historiens. En 1869, Alfred Lallié le réduit à 100 morts en s'appuyant sur des certificats de décès,,,. En 1972, l'abbé Joseph Le Clainche identifie de nouvelles victimes et évalue le nombre des morts entre 180 et 200, dont la moitié sont originaires de Machecoul,. En 1988, Simone Loidreau donne une évaluation de 150 à 180 tués. Dans les années 1990, Jean-Clément Martin estime que le nombre des victimes est vraisemblablement d'environ 160,. Pour Lionel Dumarcet, une estimation d'environ 200 morts semble raisonnable. Alain Gérard donne une fourchette de 100 à 210 tués.
D'après Jean-Clément Martin, les républicains tués appartiennent aux notables locaux : officiers municipaux, prêtres constitutionnels, fonctionnaires, gardes nationaux, greffiers et employés des douanes. Des artisans, des boutiquiers, et quelques journaliers et métayers figurent également parmi les victimes.